# Springboro
Pour les articles homonymes, voir Springboro (homonymie).

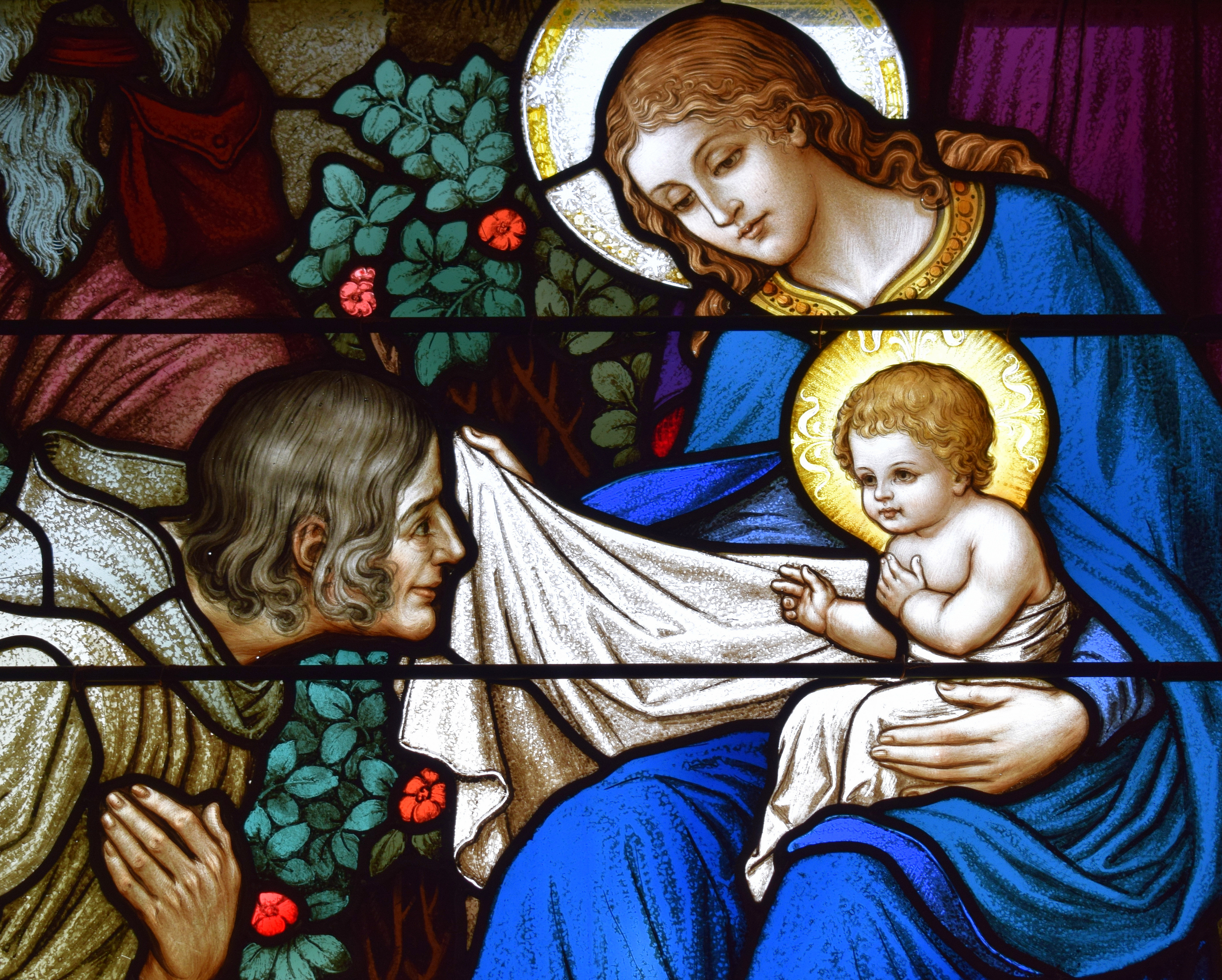
Vitrail de l'église Saint Mary of the Assumption à Springboro, crée par le maitre verrier Franz Xaver Zettler. Ce vitrail a été originellement installé dans l'église Saint Mary à Franklin (Ohio) en 1916, et en 2016, il a été transféré dans la nouvelle église de la paroisse.

Springboro est une ville située dans les comtés de Warren et Montgomery dans l'État de l'Ohio aux États-Unis.